# De anonieme smulpapen
De anonieme smulpapen is het 24ste stripverhaal van De Kiekeboes door Merho. Het verhaal verscheen in 1983.

## Verhaal
Een aantal koks in de stad worden ontvoerd door iemand die zich "De Smulk" noemt. Kiekeboe krijgt van restaurantkeurder Kreuvett de opdracht een onderzoek in te stellen. De hoofdverdachte is Anna Gram, voorzitster van de anonieme smulpapen, een anti-'haute-cuisine' vereniging. Eerst woont Kiekeboe in vermomming een vergadering van deze vereniging bij. Vervolgens opent hij als lokaas zelf een restaurant, zonder veel succes. Hij wordt volgens plan ontvoerd, maar zonder dat men weet waar hij heen is gevoerd...

## Achtergrond
De personages Kreuvett en Wortel kwamen al eerder voor in het album Tegen de sterren op.